# Heinrich Carl Schimmelmann (1890-1971)
 Der er flere personer med dette navn, se Heinrich Carl von Schimmelmann.
Heinrich Carl lensgreve Schimmelmann (13. juni 1890 på Ahrensburg Slot – 21. februar 1971) var en dansk-tysk godsejer og nazist.

## Godsejer og politisk virke
Han var søn af lensgreve Carl Gustav Ernst Schimmelmann og Elisabeth (Betty) Catharina Skeel og arvede 1922 grevskabet Lindenborg, det Wandsbeckske Fideikommis og Mylenberg
Heinrich Carl Schimmelmann meldte sig i 1934 ind i Danmarks Nationalsocialistiske Arbejderparti  og blev et fremtrædende medlem af partiet, herunder stabsleder for særlige anliggender, medlem af Storrådet og Partirådet, og formand for det nazistiske dagblad Fædrelandets bestyrelse. Han støttede også avisen økonomisk. Efter grev Werner Schimmelmanns død arvede han i 1941 Hellebækgård, som han overlod til Schalburgkorpsets brug. Godsejeren lod sig udpege som præsidiemedlem af C.F. von Schalburg's Mindefond, som blev stiftet efter Christian Frederik von Schalburgs død i 1942 af hans enke, Helga Schalburg, og det nazistiske danske parti, DNSAP. Mindefonden blev tvangsopløst efter besættelsen i 1945.
Han havde i december 1940 SS-general Reinhard Heydrich som gæst ved et jagtselskab på Lindenborg Gods.
Han var kandidat for DNSAP ved folketingsvalget i 1943.

## Retsopgøret efter besættelsen
I 1947 idømtes han to års fængsel for landsforræderi ved Københavns Byret, og Østre Landsret skærpede dommen 12. august 1947 til tre års fængsel, og kommunisterne i Folketinget fremsatte krav om, at hans danske indfødsret skulle fratages ham, og hans danske besiddelser skulle konfiskeres. Det endte med, at Det Schimmelmannske Fideikommis' besiddelser, inklusive Hellebækgård, blev konfiskeret af staten i 1946 som "tysk ejendom", mens greven fik lov at beholde sine personlige besiddelser som Lindenborg Gods. Sagen om konfiskationen af hans formue gik til Højesteret, der fradømte ham den halve formue 28. januar 1948, og som desuden forlængede fængselsstraffen til fire år. Efter fængselsdommen blev han slettet fra Kraks Blå Bog.

## Ægteskaber
Han var gift tre gange: 9. januar 1925 i Berlin med Louise Demuth (10. februar 1903 i Ahrensburg – ?), 29. juli 1937 med Margrethe van der Aa Berthelsen (23. juni 1919 i København – ?) og 10. november 1940 i Tågerup med Birthe Marie Markersen (11. juni 1913 i Rødby – ?), datter af proprietær H.M. Markersen.